# Únor 2009
1. února – neděle
 Novou předsedkyní vlády Islandu byla jmenována nejdéle sloužící žena v Althingu Jóhanna Sigurðardóttir. Je první premiérkou na světě, která se otevřeně přihlásila k lesbické orientaci. 
3. února – úterý
 Německá kancléřka Angela Merkelová vyzvala papeže Benedikta XVI., aby vedení římskokatolické církve zaujalo jasný postoj ohledně popírání holocaustu. Stalo se tak poté, co papež zrušil exkomunikaci biskupů Kněžského bratrstva sv. Pia X., mezi nimiž byl i popírač holocaustu Richard Williamson. Vatikánský mluvčí její výzvu odmítl s tím, že postoj Svatého otce už jasnější být nemůže. Papež prohlásil, že o názorech Williamsona nevěděl.
 Írán dnes vypustil do vesmíru svůj první satelit, podle oficiálních zdrojů pro telekomunikační a vědecké účely.
 Na izraelské město Aškelon dopadla raketa typu Grad, odpálená z palestinského Pásma Gazy. Nezpůsobila žádná zranění. Jedná se o první takovou střelu od vyhlášení podmínečného příměří 18. ledna 2009.
4. února – středa
 Svatý stolec požaduje, aby se biskup Richard Williamson od svých výroků o popírání plynových komor v nacistických koncentračních táborech veřejně distancoval.
 Bývalý vůdce demokratické většiny v Senátu a do včerejšího dne i nominovaný na křeslo ministra zdravotnictví a sociálních věcí v Obamově vládě Tom Daschle, se pro nezaplacení 140 000 USD vzdal vládního úřadu. Je už čtvrtou osobou z Obamou navržené administrativy, která má problémy s placením daní. Obama se poté v televizi omluvil voličům za nominace výrokem: „Zvoral jsem to.“
 V Chicagu vypukl požár katedrály Nejsvětějšího jména.
 Policejní jednotky Hamas zabavily část humanitární pomoci určené palestinským civilistům poté co vpadly do skladiště OSN. Celkem bylo odcizeno 3500 přikrývek a 400 potravinových balíčků.
5. února – čtvrtek
 Novinářskou Cenu Ferdinanda Peroutky získali v Panteonu Národního muzea v Praze Ivan Medek, Erik Tabery a Milan Slezák.
 Ve věku 41 let zemřela v Německu herečka a režisérka Dana Vávrová.
6. února – pátek
  Vláda Kyrgyzstánu oznámila v Biškeku, že americká letecká základna Manas bude uzavřena a že toto rozhodnutí je konečné.
7. února – sobota
 Úřady Nigérie vydaly prohlášení, podle kterého na otravu ústní vodou My Pikin Baby Teething Mixture zahynulo minimálně 84 dětí (třikrát více, než činily listopadové odhady). Otravu způsobil diethylen glykol, který byl ve výrobku použit namísto glycerinu.
8. února – neděle
 Švédský biskup Richard Williamson odmítl požadavek Vatikánu, aby se zřekl svých názorů popírajících holocaust. Prohlásil, že své názory změní, pouze pokud by se objevily nové důkazy, že holokaust existoval.
 Ničivé požáry, které sužují především státy Victoria a Nový Jižní Wales, jsou nejhorší katastrofou tohoto druhu v australské historii. Úřady potvrdily již 108 mrtvých, ovšem s dodatkem, že nejde o konečné číslo a počty obětí vzrostou, odhaduje se, že konečné číslo by mohlo být až 130 obětí.
  Rychlobruslařka Martina Sáblíková v norském Hamaru zvítězila v závěrečném závodu na 5000 metrů a poprvé se stala i mistryní světa ve víceboji.
9. února – pondělí
Kněžské bratrstvo sv. Pia X. se opět distancovalo od výroků Richarda Williamsona, kterého zároveň zbavilo funkce rektora semináře v argentinském La Reja.
10. února – úterý
 Podle předběžných výsledků izraelských parlamentních voleb vyhrála strana Kadima, jejíž předsedkyní byla tehdejší ministryně zahraničí Cipi Livniová. Těsně za ní skončil Benjamin Netanjahu ze strany Likud. Livniová však neměla jisté, zda se stane novou izraelskou premiérkou, neboť blok pravicových stran měl ve 120členném Knesetu většinu.
  Poprvé v historii se na oběžné dráze kolem planety Země srazily dva satelity. Komunikační satelit americké firmy Iridium a nefunkční ruská vojenská družice Kosmos 2251 se srazily ve výšce přibližně 800 kilometrů nad Sibiří. Po střetu se na oběžné dráze vytvořily dva mraky trosek.
11. února – středa
Australské úřady zvýšily své odhady počtu obětí požárů na až 300, zatím je potvrzeno 181 mrtvých. V hašení hasičům nyní pomáhají i chladnější počasí.
 Zemřel český zpěvák, textař a skladatel Pavel Novák.
 Po sečtení 99 % hlasů se na prvním místě v izraelských parlamentních volbách umístila strana Kadima s 28 mandáty. Za ní se umístil Likud s 27 mandáty, Jisra'el Bejtejnu s 15 mandáty, Strana práce s 13 mandáty, Šas s 11 mandáty a dalších sedm stran se třemi až pěti mandáty. Přestože Kadima vyhrála, má pravicový blok vedený Likudem větší šanci na sestavení koaliční vlády.
 Novým předsedou vlády Zimbabwe se stal vůdce opozičního Hnutí pro demokratickou změnu (MDC) Morgan Tsvangirai. Po měsících sporů s prezidentem Robertem Mugabem se tím konečně naplňuje dohoda o koaliční vládě.
12. února – čtvrtek
 Také druhý kandidát na post ministra obchodu ve vládě Baracka Obamy, republikánský senátor Judd Gregg, se vzdal kandidatury. Důvodem mají být neshody ve věci prezidentova stimulačního plánu na oživení americké ekonomiky.
13. února – pátek
 Americký senát schválil ve funkci ředitele tajné služby CIA dlouholetého kongresman za Kalifornii a bývalý šéf Bílého domu za prezidenta Clintona Leona Panettu.
 Prezident České republiky Václav Klaus podepsal novelu trestního řádu, která obsahuje i kontroverzní ustanovení o trestech za uveřejnění policejního odposlechu - pokutou až 5 milionů korun nebo trestem odnětí svobody až do výše pěti let.,
15. února – neděle
 Referendum ve Venezuele rozhodlo, že prezident Hugo Chávez a další politici budou moci získat neomezený počet mandátů, a tak případně vládnout i doživotně.
16. února – pondělí
  V keňském Nairobi zahájila zasedání Řídící rada Programu OSN pro životní prostředí (UNEP), která chce prosadit „zelený nový úděl“ a navrhuje investovat 750 miliard dolarů do ekologizace světového hospodářství.
 Malý český ISP způsobil zadáním chybné konfigurace routru celosvětový kolaps internetové sítě.
17. února – úterý
   Spojené arabské emiráty (SAE) odmítly udělit vízum izraelské tenistce Šachar Pe'erové pro tenisový turnaj v Dubaji. SAE neuvedly důvod pro odmítnutí, ale má se za to, že problémem je Pe'erové izraelská státní příslušnost. Za Pe'erovou se postavila jak WTA, tak například Venus Williamsová.
18. února – středa
 Poslanecká sněmovna Parlamentu České republiky schválila Lisabonskou smlouvu, když pro přijetí hlasovalo 125 ze 197 přítomných poslanců. K ratifikace smlouvy je nutné ještě její schválení Senátem a podpis prezidenta.
19. února – čtvrtek
 V Praze by zahájen provoz tokamaku COMPASS-D.
 Argentina vyzvala kontroverzního katolického biskupa Richarda Williamsona, který popírá holokaust, aby do 10 dnů opustil zemi, jinak bude vyhoštěn.
20. února – pátek
 V důsledku světové finanční krize podala lotyšská vláda premiéra Ivarse Godmanise demisi, kterou prezident přijal.
 Izraelský prezident Šimon Peres pověří sestavením vlády předsedu druhé nejsilnější strany Likud Benjamina Netanjahua. Bude to poprvé za 60 let existence státu, kdy nebyl sestavením vlády pověřen vítěz voleb.
  V keňském Nairobi se na zasedání Řídící rady Programu OSN pro životní prostředí dohodli ministři více než 140 zemí světa na zahájení přípravy celosvětové dohody omezení znečištění rtutí.
22. února – neděle
 Exploze v uhelném dole na severu Číny v provincii Šan-si zabila nejméně 73 horníků, 113 zraněných bylo hospitalizováno a dalších desítky horníků zůstaly uvězněny pod zemí.
 Americká filmová akademie udělila filmu Milionář z chatrče osm cen Oscar za nejlepší film, režii, kameru, střih, scénář podle knižní předlohy, filmová hudba, filmová píseň a mixáž zvuku.
25. února – středa
  Letadlo tureckých aerolinií se 135 lidmi na palubě se zřítilo krátce před přistáním v Amsterdamu. Podle aktuálních informací zahynulo 9 lidí a 50 bylo zraněno, z toho 25 těžce.
 Světová meteorologická organizace (WMO) zveřejnila zprávu o klimatických změnách v polárních oblastech, podle které polární ledovce tají rychleji než vědci předpokládali, což povede k nebývalému vzestupu hladiny moří.
26. února – čtvrtek
   Mezinárodní trestní tribunál pro bývalou Jugoslávii (ICTY) v holandském Haagu zprostil viny bývalého srbského prezidenta Milana Milutinoviče.
28. února – sobota
 Strana zelených jako poslední parlamentní strana stanovila lídra pro volby do Evropského parlamentu. Stal se jím Jan Dusík, náměstek ministra životního prostředí.
 Státní technická knihovna po 73 letech ukončila své působení v Klementinu. V červnu už jako Národní technická knihovna přivítá čtenáře v nové budově v Dejvicích.
 Českou Miss 2009 se stala Iveta Lutovská z Třeboně.